# Chienne et Louve
Chienne et Louve est un roman de Joffrine Donnadieu paru en 2022.

## Résumé
Romy, 20 ans et strip-teaseuse à Pigalle, vit en colocation à Paris avec Odette, 89 ans et bigotte.

## Accueil
Le roman a remporté le prix de Flore 2022.